# Mistrzostwa Europy w Szermierce 1999
Mistrzostwa Europy w Szermierce 1999 – 12. edycja mistrzostw odbyła się we włoskim mieście Bolzano w 1999 roku.

## Klasyfikacja medalowa
| Lp. | Państwo     | złoto | srebro | brąz | Razem |
| --- | ----------- | ----- | ------ | ---- | ----- |
| 1   | Włochy      | 6     | 3      | 2    | 11    |
| 2   | Francja     | 2     | 3      | 1    | 6     |
| 3   | Niemcy      | 2     | 1      | 3    | 6     |
| 4   | Azerbejdżan | 1     | –      | –    | 1     |
| 5   | Rumunia     | –     | 2      | 2    | 4     |
| 6   | Polska      | –     | 1      | 2    | 3     |
| –   | Rosja       | –     | 1      | 2    | 3     |
| 8   | Węgry       | –     | –      | 4    | 4     |
| 9   | Hiszpania   | –     | –      | 1    | 1     |

## Medaliści

### Mężczyźni
| Złoto                                                                            | Srebro                                                                         | Brąz                                                                                 |
| Floret                                                                           |                                                                                |                                                                                      |
| Salvatore Sanzo                                                                  | Sławomir Mocek                                                                 | Javier Menéndez Márk Marsi                                                           |
| Włochy · Salvatore Sanzo · Alessandro Puccini · Daniele Crosta · Gianmarco Amore | Francja · Antoine Mercier · Laurent Bel · Franck Boidin · Jérôme Weibel        | Polska · Adam Krzesiński · Piotr Kiełpikowski · Sławomir Mocek · Wojciech Szuchnicki |
| Szpada                                                                           |                                                                                |                                                                                      |
| Rémy Delhomme                                                                    | Alfredo Rota                                                                   | Pawieł Kołobkow Bartłomiej Kurowski                                                  |
| Włochy · Sandro Cuomo · Paolo Milanoli · Alfredo Rota · Davide Schaier           | Francja · Hugues Obry · Éric Srecki · Jean-François Di Martino · Rémy Delhomme | Niemcy · Arnd Schmitt · Marc-Konstantin Steifensand · Jörg Fiedler · Michael Flegler |
| Szabla                                                                           |                                                                                |                                                                                      |
| Wiradech Kothny                                                                  | Luigi Tarantino                                                                | Julien Pillet Victor Găureanu                                                        |
| Francja · Mathieu Gourdain · Julien Pillet · Cédric Séguin · Damien Touya        | Rumunia · Victor Găureanu · Florin Lupeică · Constantin Sandu · Mihai Covaliu  | Włochy · Raffaello Caserta · Giampiero Pastore · Luigi Tarantino · Tonhi Terenzi     |

### Kobiety
| Złoto                                                                                   | Srebro                                                              | Brąz                                                                   |
| Floret                                                                                  |                                                                     |                                                                        |
| Valentina Vezzali                                                                       | Monika Weber                                                        | Laura Badea Annamaria Giacometti                                       |
| Włochy · Diana Bianchedi · Annamaria Giacometti · Giovanna Trillini · Valentina Vezzali | Rumunia · Roxana Scarlat · Reka Szabo · Laura Badea · Claudia Vanţă | Węgry · Aida Mohamed · Edina Knapek · Gabriella Lantos · Katalin Varga |
| Szpada                                                                                  |                                                                     |                                                                        |
| Imke Duplitzer                                                                          | Elisa Uga                                                           | Claudia Bokel Denise Holzkamp                                          |
| Włochy · Cristiana Cascioli · Elisa Uga · Sara Cometti · Margherita Zalaffi             | Rosja · Marija Mazina · Natalja Iwanowa · Tatjana Fachrutdinowa     | Węgry · Adrienn Hormay · Tímea Nagy · Hajnalka Tóth · Emese Takács     |
| Szabla                                                                                  |                                                                     |                                                                        |
| Jelena Żemajewa                                                                         | Cécile Argiolas                                                     | Natalja Makiejewa Edina Csaba                                          |